# Kammarige, Hassan
Kammarige là một làng thuộc tehsil Hassan, huyện Hassan, bang Karnataka, Ấn Độ.